# Grünhain
Grünhain ist ein Ortsteil der sächsischen Stadt Grünhain-Beierfeld im Erzgebirgskreis.

## Geografie

### Lage

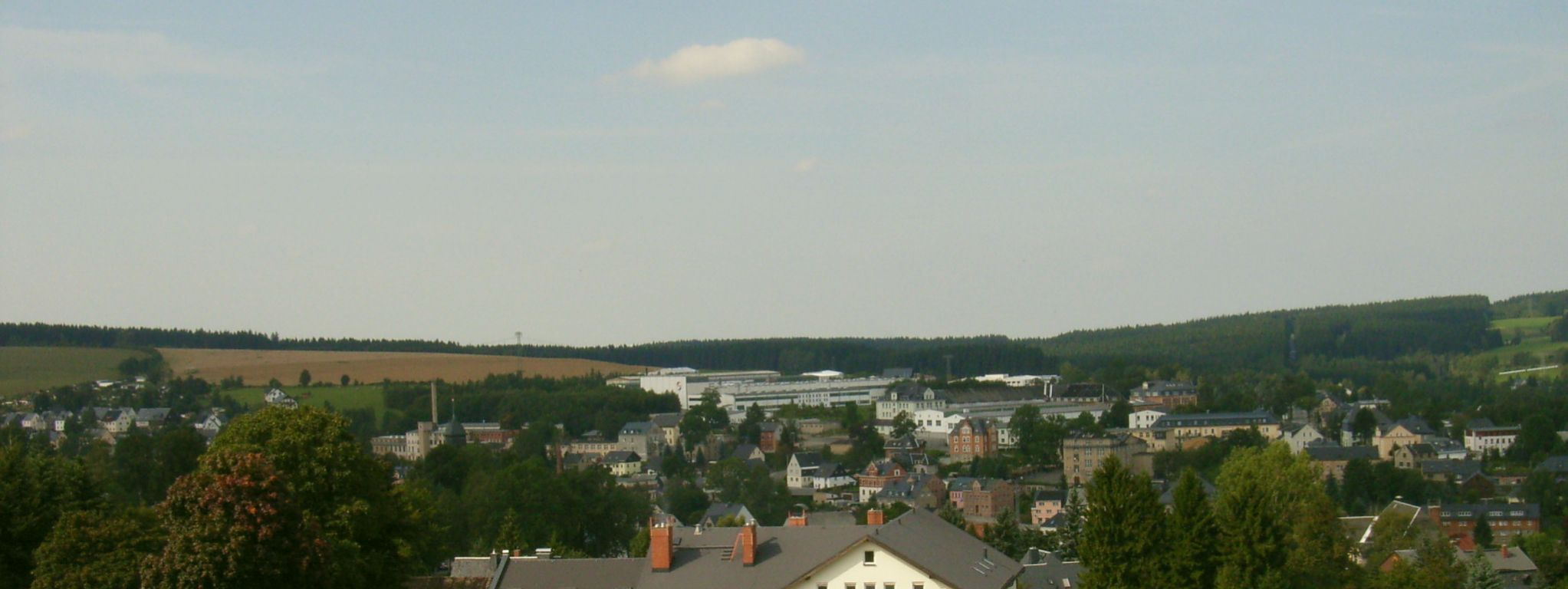
Ortsansicht aus Richtung Fürstenbrunner Straße

Grünhain liegt etwa 8 Kilometer östlich von Aue im Erzgebirge. Westlich des Ortes liegt der 728 m ü. NN hohe Spiegelwald, nordöstlich der 760 m ü. NN hohe Schatzenstein.

### Nachbarorte
|           | Kühnhaide                                   | Burgstädtel |
| Bernsbach | Kompassrose, die auf Nachbargemeinden zeigt | Elterlein   |
| Beierfeld |                                             | Waschleithe |

## Geschichte

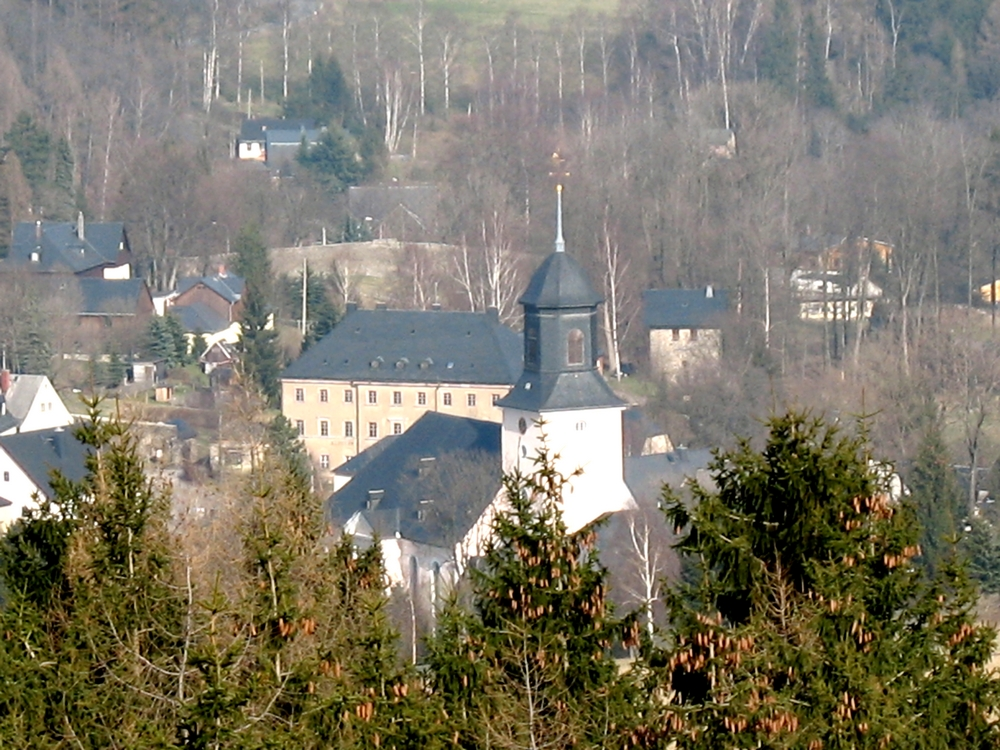
Blick vom Spiegelwaldturm: Kirche, dahinter links das „Amtshaus“, rechts der „Fuchsturm“.

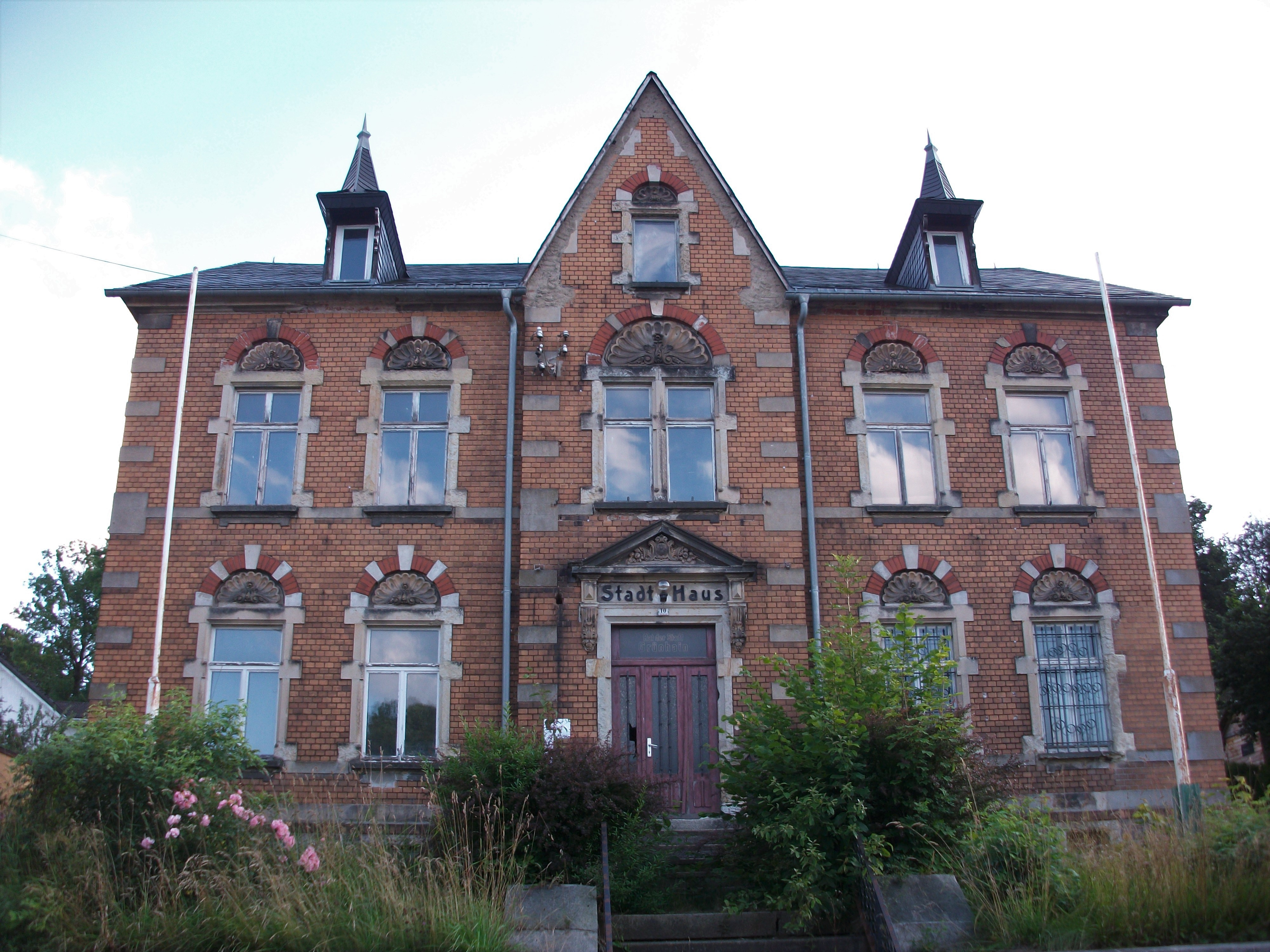
Ehemaliges Rathaus Grühnhain

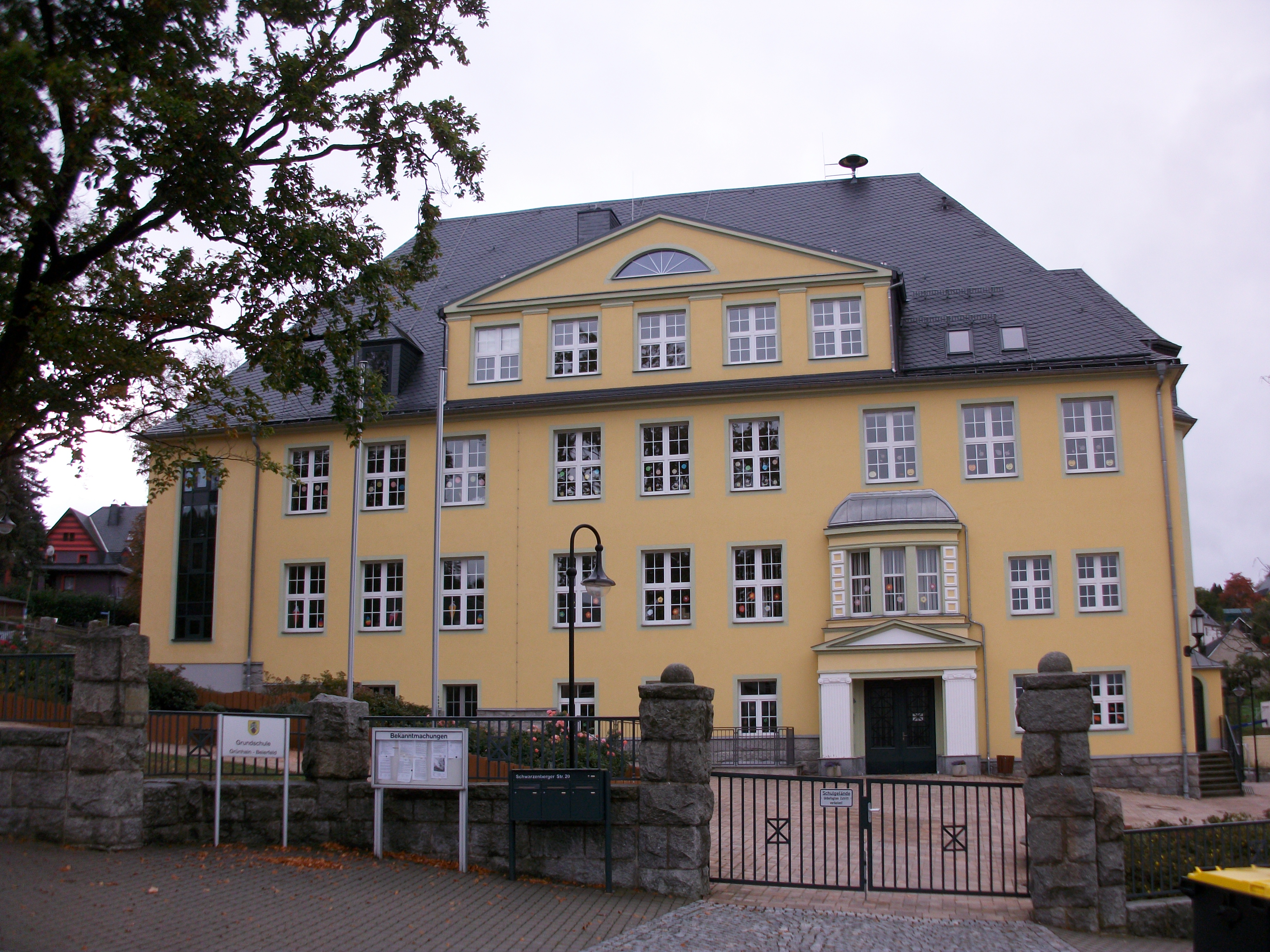
Grundschule Grünhain-Beierfeld in Grünhain

Über die Erstbesiedlung von Grünhain liegen keine gesicherten Erkenntnisse vor. Sicher ist, dass Gruninhain erstmals 1231/33 urkundlich erwähnt wurde. Laut dem Mönch Conrad Feiner soll Abt Dietrich dem Ort 1285 ein Stadtsiegel verliehen haben, das drei grüne Bäume und eine Amsel in sich führte. In der ersten städtischen Urkunde vom 3. Mai 1347 ist Grünhain als oppidum (Städtchen) bemimt. Anlässlich eines Zeugenverhörs zweier älterer Grünhainer Einwohner wurde zudem bezeugt, dass über 80 Jahre lang ohne Hinderung die Freiheiten des Mälzens, des Bierbrauens und -verkaufs, des Schlachtens, des Brotbackens und -verkaufens wie auch des Schusterns bestanden hätten, bevor sie um 1322 durch den örtlichen Richter – den Burggrafen von Meißen und Bürgern zu Lößnitz zum Gefallen – beschränkt worden seien. Vom 16. März 1356 ist überliefert, dass Friedrich der Strenge dem „stetchin zcu Grunenhain“ die Freiheit zu brauen, zu schlachten und nach Weichbild- und Stadtrecht Waren zu kaufen und verkaufen verliehen hat.
Die immense Bedeutung Grünhains für das Erzgebirge und darüber hinaus, vor allem in den drei Jahrhunderten vor der Reformation, liegt im Grünhainer Kloster begründet, das Anfang der 1230er Jahre aufgebaut wurde. Nach der Auflösung des Klosters wurde Grünhain Sitz des gleichnamigen kursächsischen Amtes, das wiederum mehr als 300 Jahre Bestand hatte.
Eine Stadtkirche, die bis 1529 durch Mönche des Klosters versorgt wurde, existierte seit der Mitte des 13. Jahrhunderts. Erst im Rahmen der Kirchenvisitationen während der Reformation wurde ein eigener Pfarrer eingesetzt. Wiederholt wurde Grünhain durch Stadtbrände zerstört, unter anderem 1536, 1546, 1719 und 1807.
Nachdem im Ort die Spitzenklöppelei als Hausindustrie gepflegt worden war, ließ sich im 17. Jahrhundert der aus der Familie Körting stammende Richtersohn und gelernte Schneider Christoph Körting (* 1650) in Grünhain nieder und gründete einen Spitzenhandel, der durch seine Söhne fortgesetzt wurde und überregionale Absatzmärkte erschloss.
Schon am Ausgang des 19. Jahrhunderts entstand in Grünhain ein Genesungsheim der Allgemeinen Ortskrankenkasse Chemnitz.
Mit Eröffnung der gleichnamigen Haltestelle erhielt Grünhain am 1. Mai 1900 Eisenbahnanschluss an der Bahnstrecke Zwönitz–Scheibenberg. Am 21. August 1947 wurde der Verkehr im Teilabschnitt Zwönitz Elterlein endgültig eingestellt, die Gleisanlagen anschließend als Reparationsleistung für die Sowjetunion abgebaut.
Nachdem sich die Stadt im Verlaufe der 1990er Jahre immer größeren Schuldenlasten ausgesetzt gesehen hatte, gab sie mit ihren 2579 Einwohnern (Stand 31. Dezember 2004) zum 1. Januar 2005 ihre Eigenständigkeit auf und wurde der benachbarten Gemeinde Beierfeld in die „Stadt Grünhain-Beierfeld“ eingegliedert.

## St.-Nicolai-Kirche
Die St.-Nicolai-Kirche ist eine klassizistische Saalkirche und wurde 1808 bis 1812 als typische sächsische Predigtkirche gebaut. Daher ist die Kanzel über dem Altar angebracht. Die nach der Restaurierung in den 2000er Jahren sehr helle Kirche hat eine flache geputzte Decke. Pfeiler tragen die beiden Emporen. Sie sind um den ganzen Innenraum herumgeführt, auch hinter dem Altarbereich. Dort sind die Emporen als verglaste Betstuben ausgeführt. Der Kanzelaltar mit zwei Säulen als Begrenzung datiert von 1812. Das Altarbild ist klein, es zeigt eine Abendmahlsdarstellung. Auch die Taufe ist klassizistisch. An den in Grünhain geborenen Barockkomponisten und Thomaskantor Johann Hermann Schein erinnern im Altarbereich ein Porträt und eine Gedenktafel aus dem Jahr 1897. Die Orgelempore im Westen der Kirche zeigt eine leichte Wölbung in den Kirchenraum hinein. Die Orgel von Christian Gottlob Steinmüller datiert von 1812 und wurde 1912/1913 von der Zittauer Orgelbaufirma A. Schuster & Sohn umgebaut.

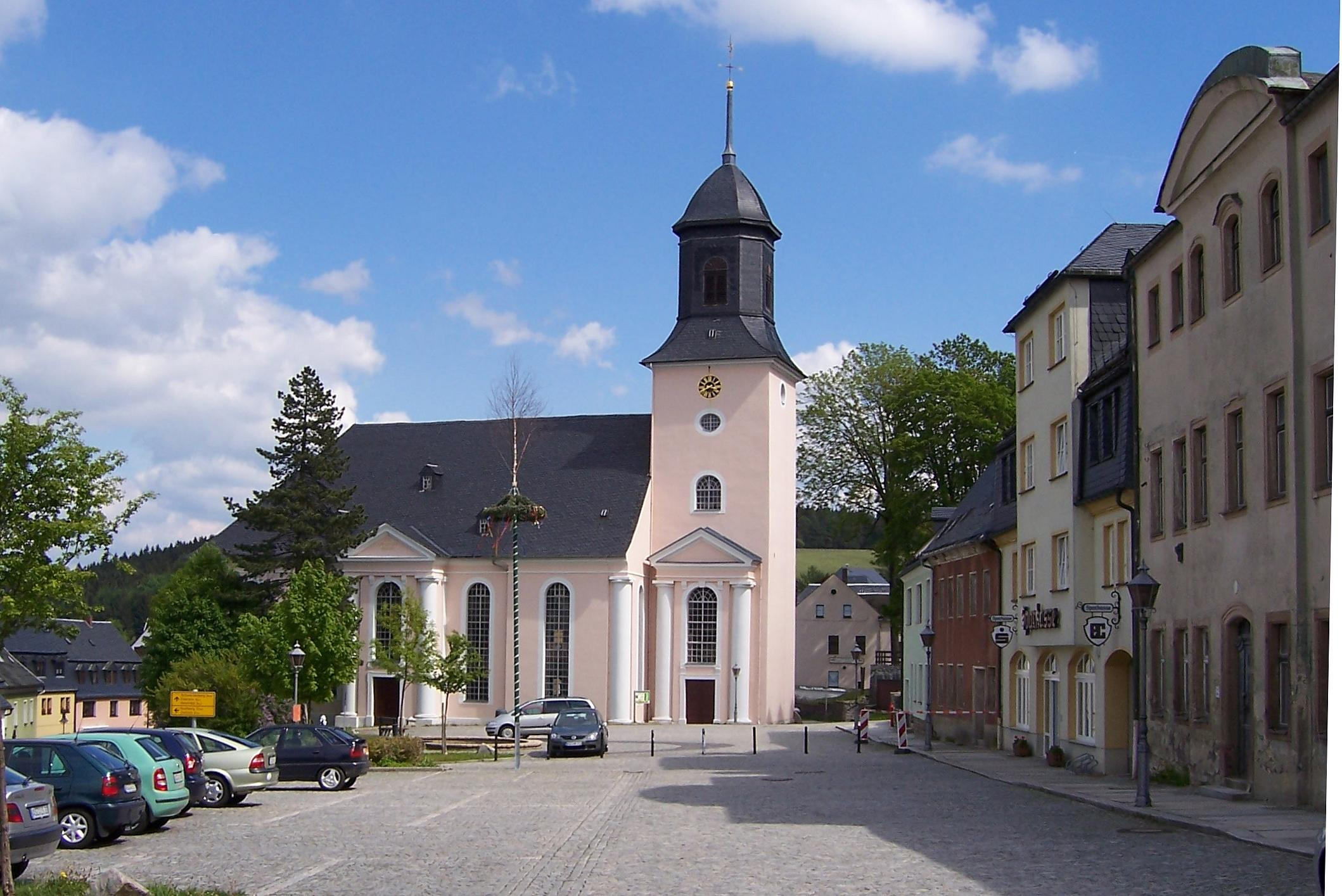
St.-Nicolai-Kirche
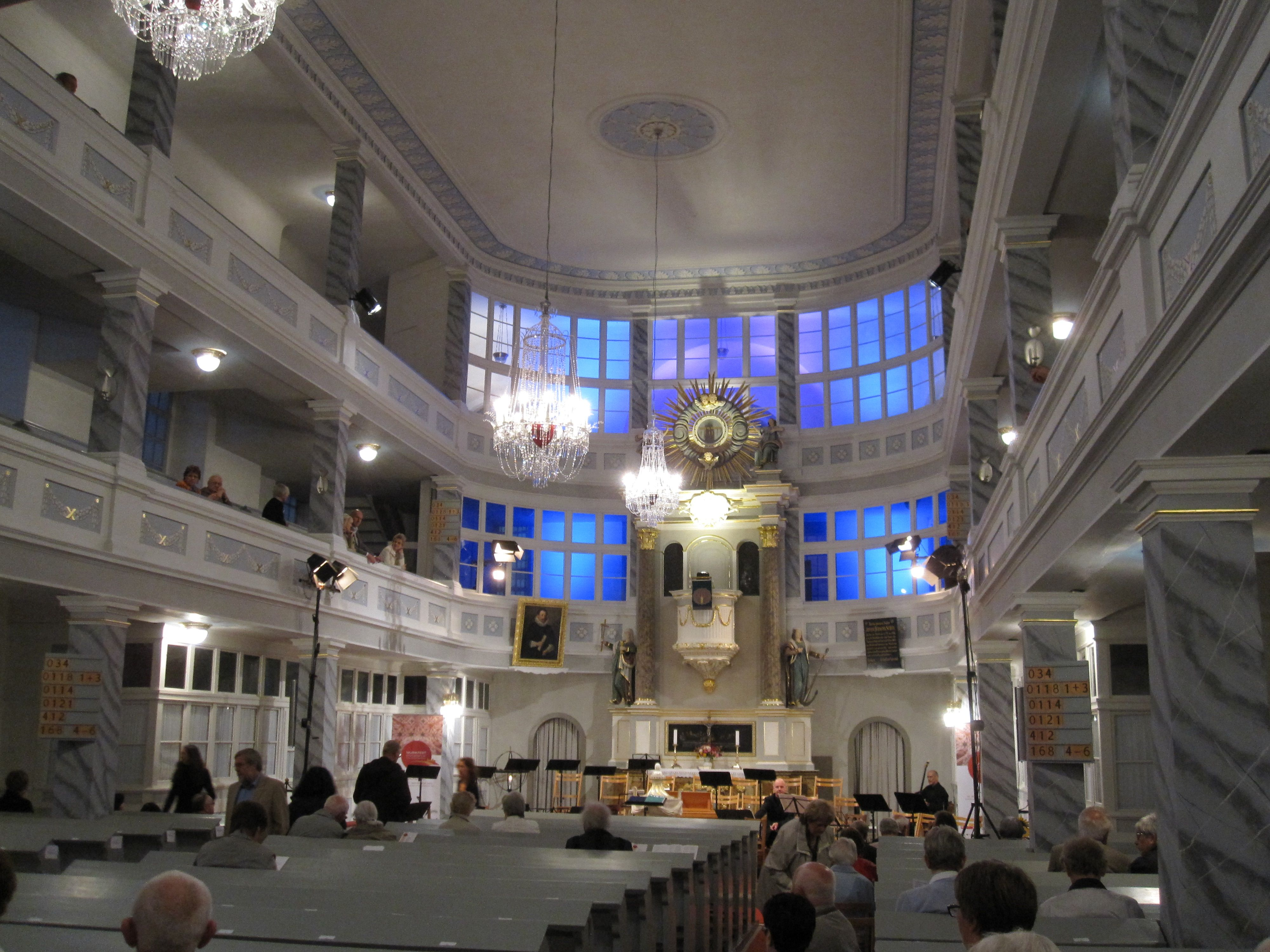
Ostseite der Kirche mit den Betstuben zu beiden Altarseiten
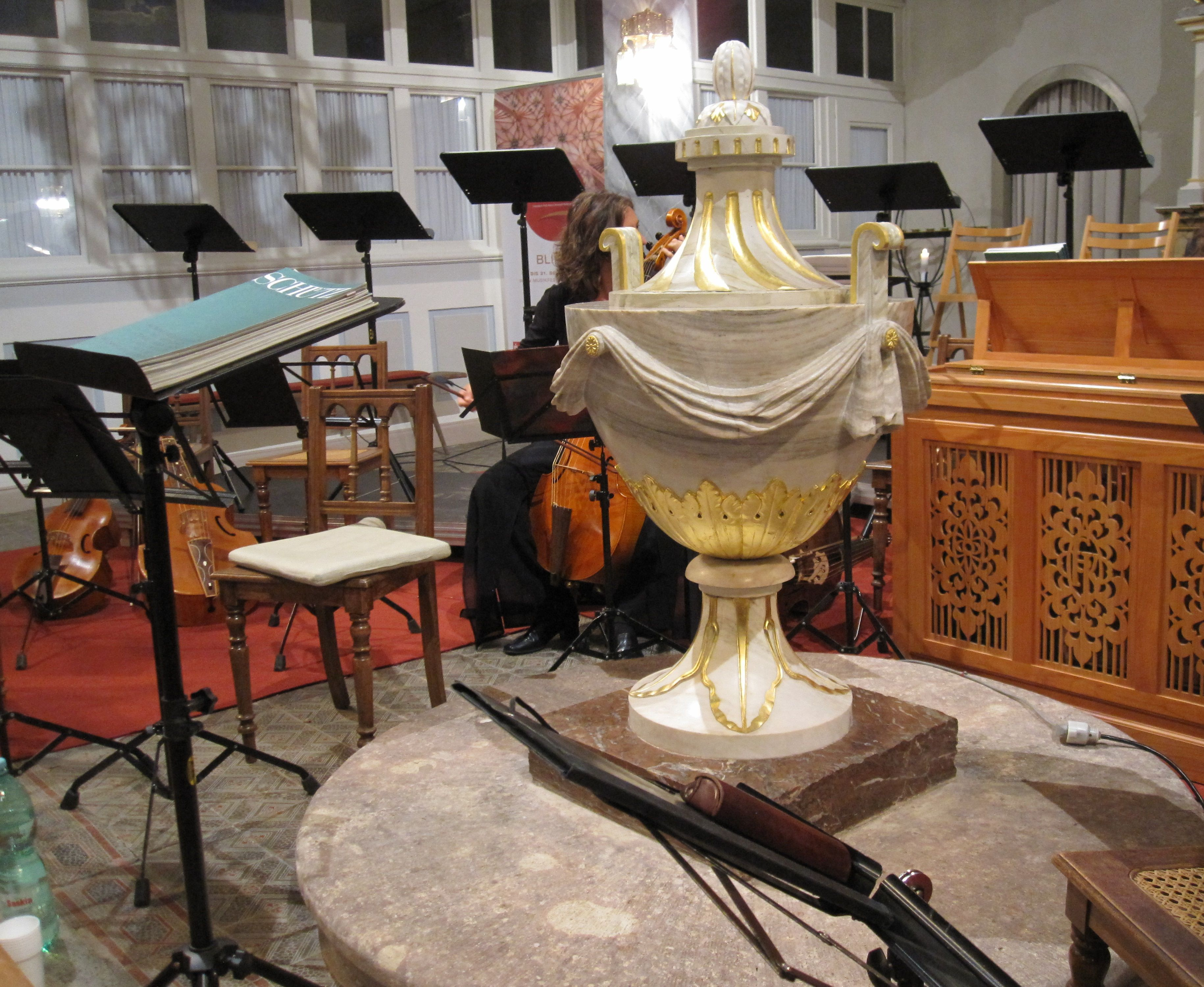
Klassizistische Taufe
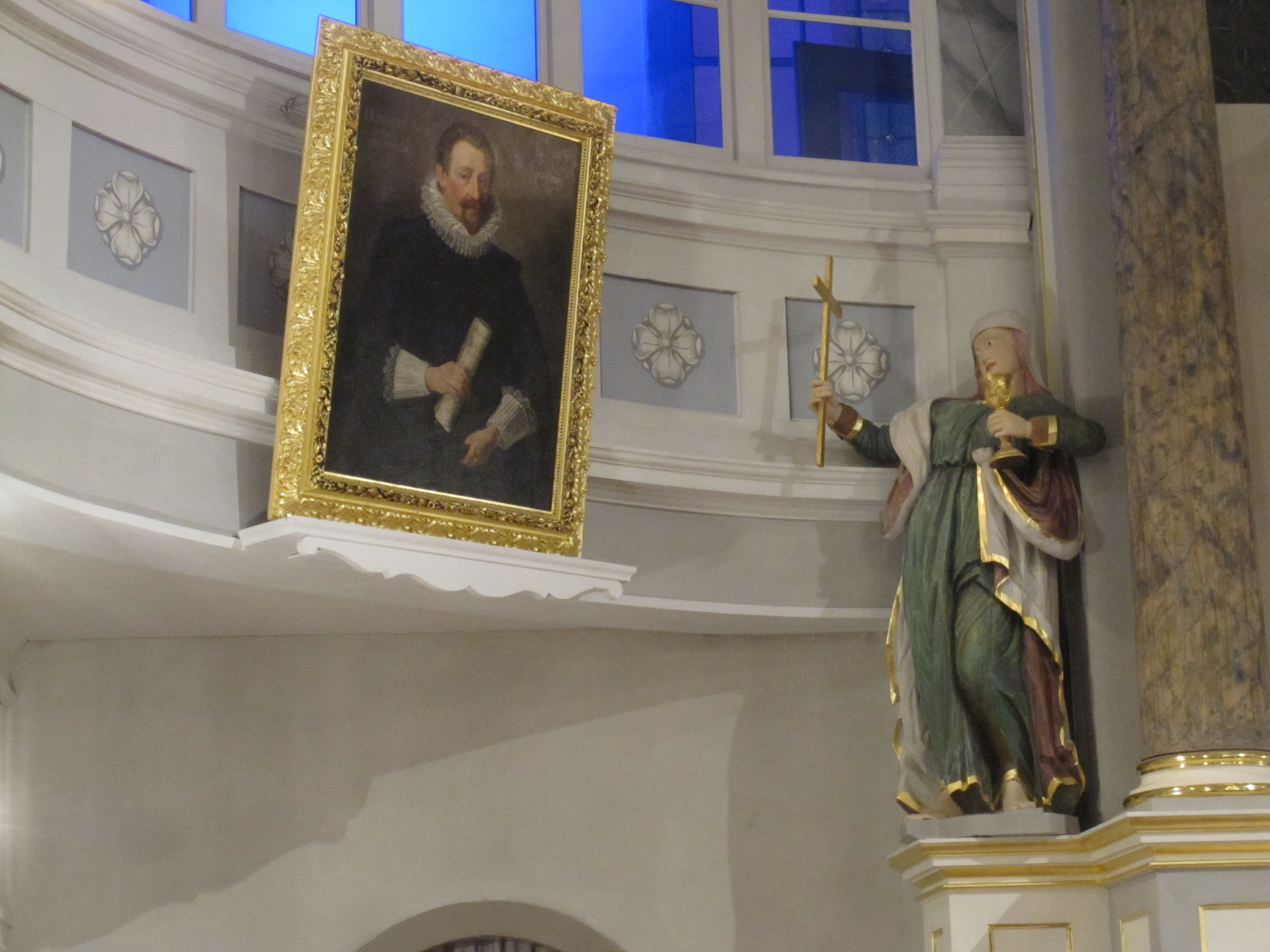
Bildnis von Johann Hermann Schein (1586–1630)
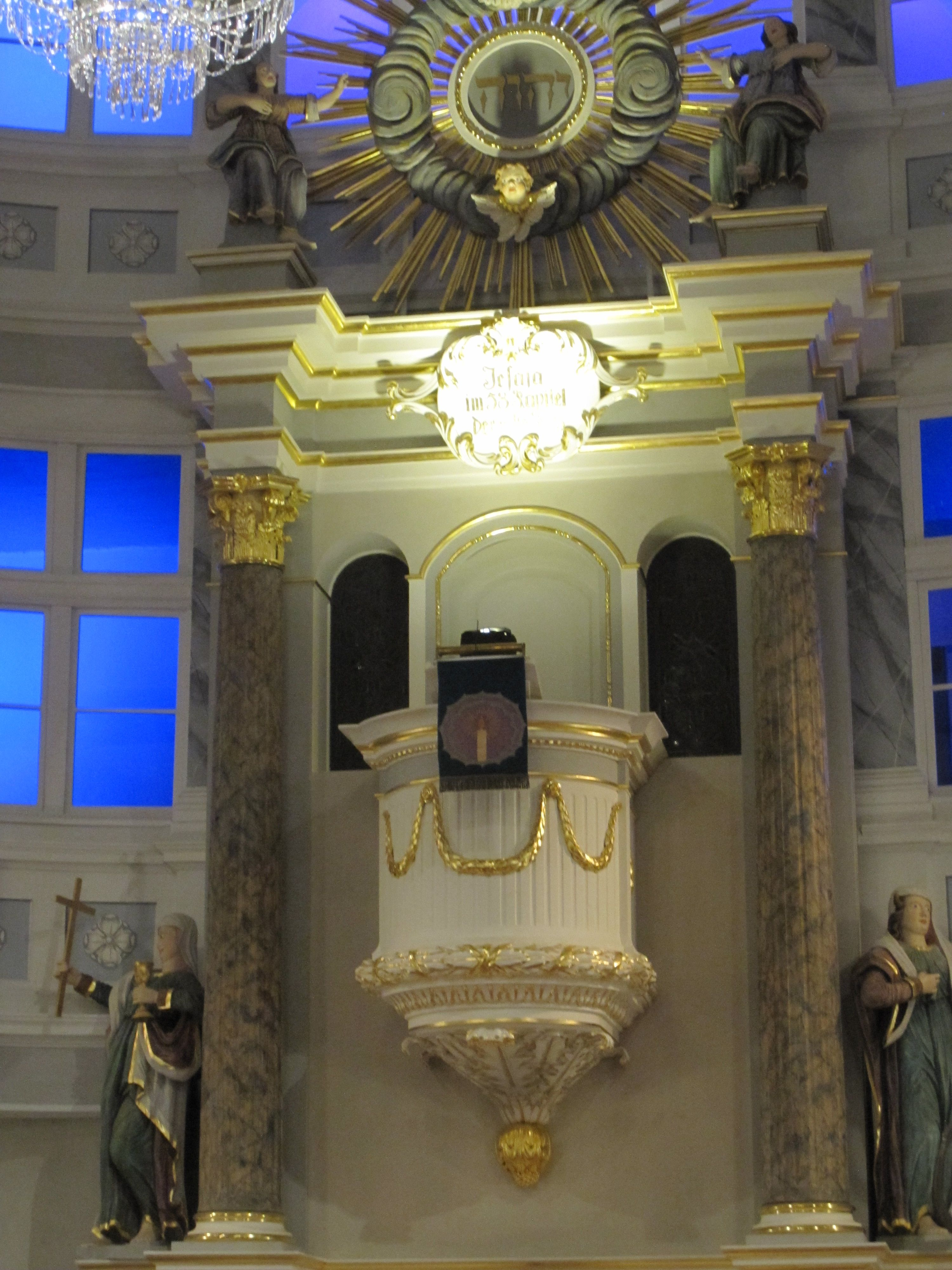
Kanzelaltar von 1812
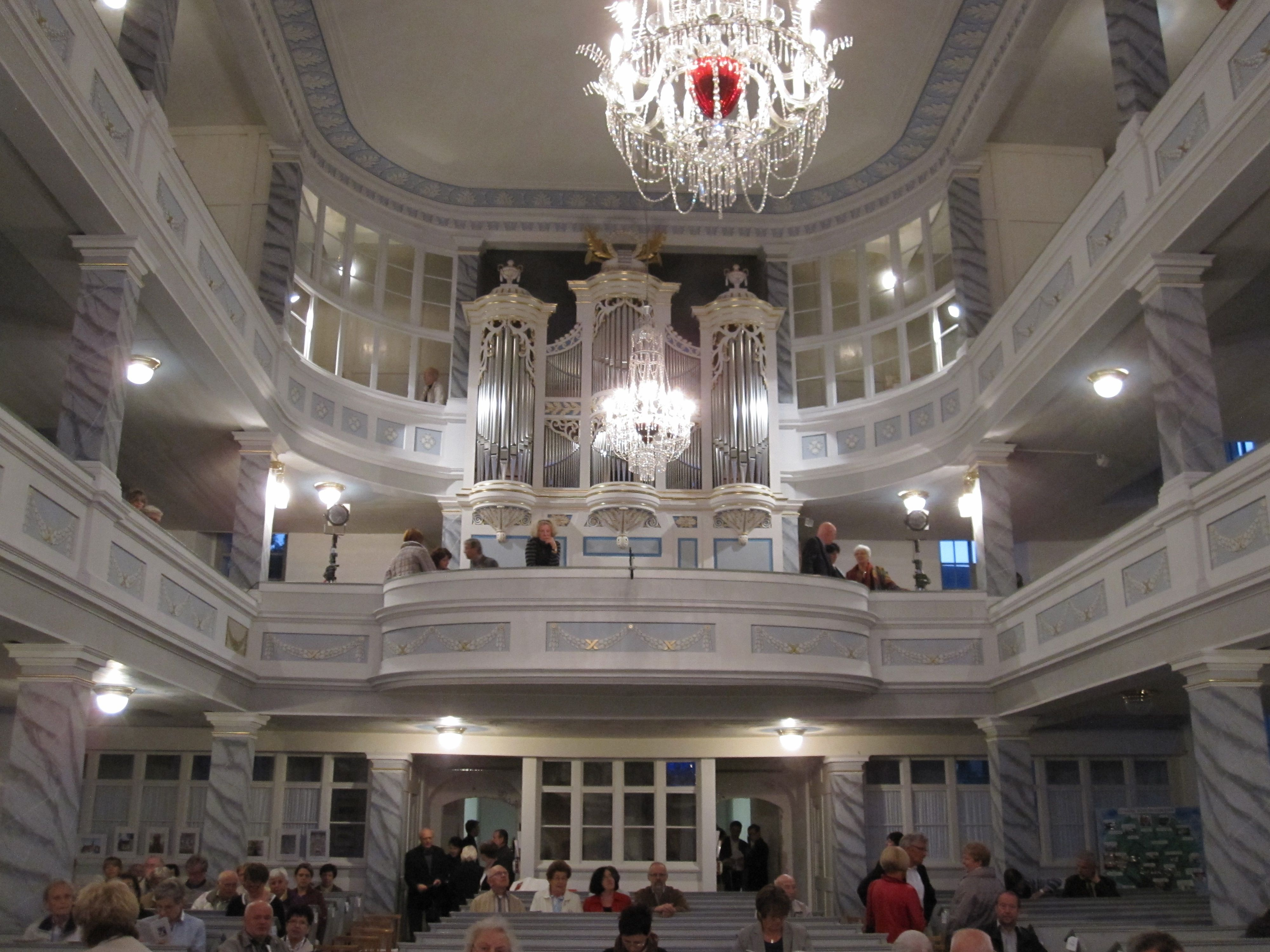
Westseite der Kirche mit der Orgel

## Kloster
Nur noch die äußere Bruchsteinmauer, ein freistehendes Torgebäude, das wie ein Turm wirkt, die Außenmauern einer Scheune und die verschütteten Grundmauern der Klosterkirche sind vom ehemaligen Zisterzienserkloster St. Maria und St. Nikolaus erhalten. 1235 zogen vom Kloster Sittichenbach in der Grafschaft Mansfeld Mönche in das neu gestiftete Kloster in Grünhain. Ausgedehnter Grundbesitz, Kooperation mit dem Kloster Sittichenbach – so beim Klosterhof in Zwickau – und wirtschaftliche Aktivitäten ließen das Grünhainer Kloster schnell „zu einem der wichtigsten und reichsten Klöster im Erzgebirge“ werden. Das Kloster wurde im Zuge der Reformation 1532 aufgehoben.

## Einwohnerentwicklung
| Jahr    | Einwohnerzahl                                      |
| ------- | -------------------------------------------------- |
| 1548/51 | 87 besessene Mann, 6 Häusler, 33 Inwohner, 4 Hufen |
| 1764    | 124 besessene Mann und Häusler, 7 ¼ Hufen          |
| 1834    | 1389                                               |
| 1871    | 1656                                               |

| Jahr | Einwohnerzahl |
| ---- | ------------- |
| 1890 | 1751          |
| 1910 | 2587          |
| 1925 | 3058          |
| 1939 | 3356          |

| Jahr | Einwohnerzahl |
| ---- | ------------- |
| 1946 | 3243          |
| 1950 | 4657          |
| 1964 | 3815          |
| 1990 | 2905          |

| Jahr | Einwohnerzahl |
| ---- | ------------- |
| 2004 | 2579          |
| 2011 | 2281          |

## Wirtschaft

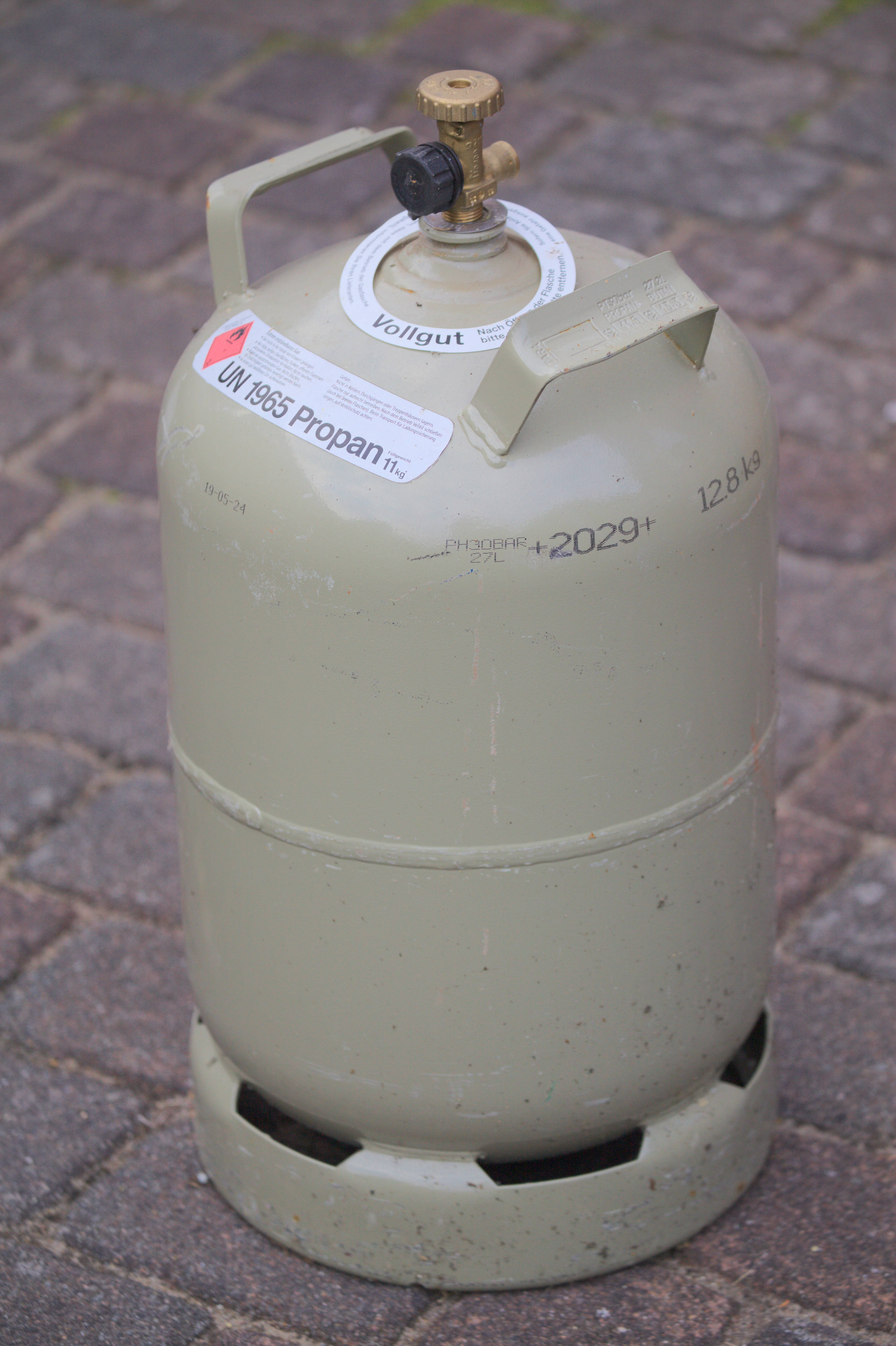
Gasflasche Grünhain

Mit dem Gasflaschenwerk Grünhain befindet sich in dem Erzgebirgsort – geprägt durch Eisenerzförderung und -verhüttung und Metallverarbeitung – Deutschlands einziger Hersteller für geschweißte Stahlflaschen, wobei im Jahr 2018 dort die 10.000.000ste Flasche vom Band ging.

## Verkehr

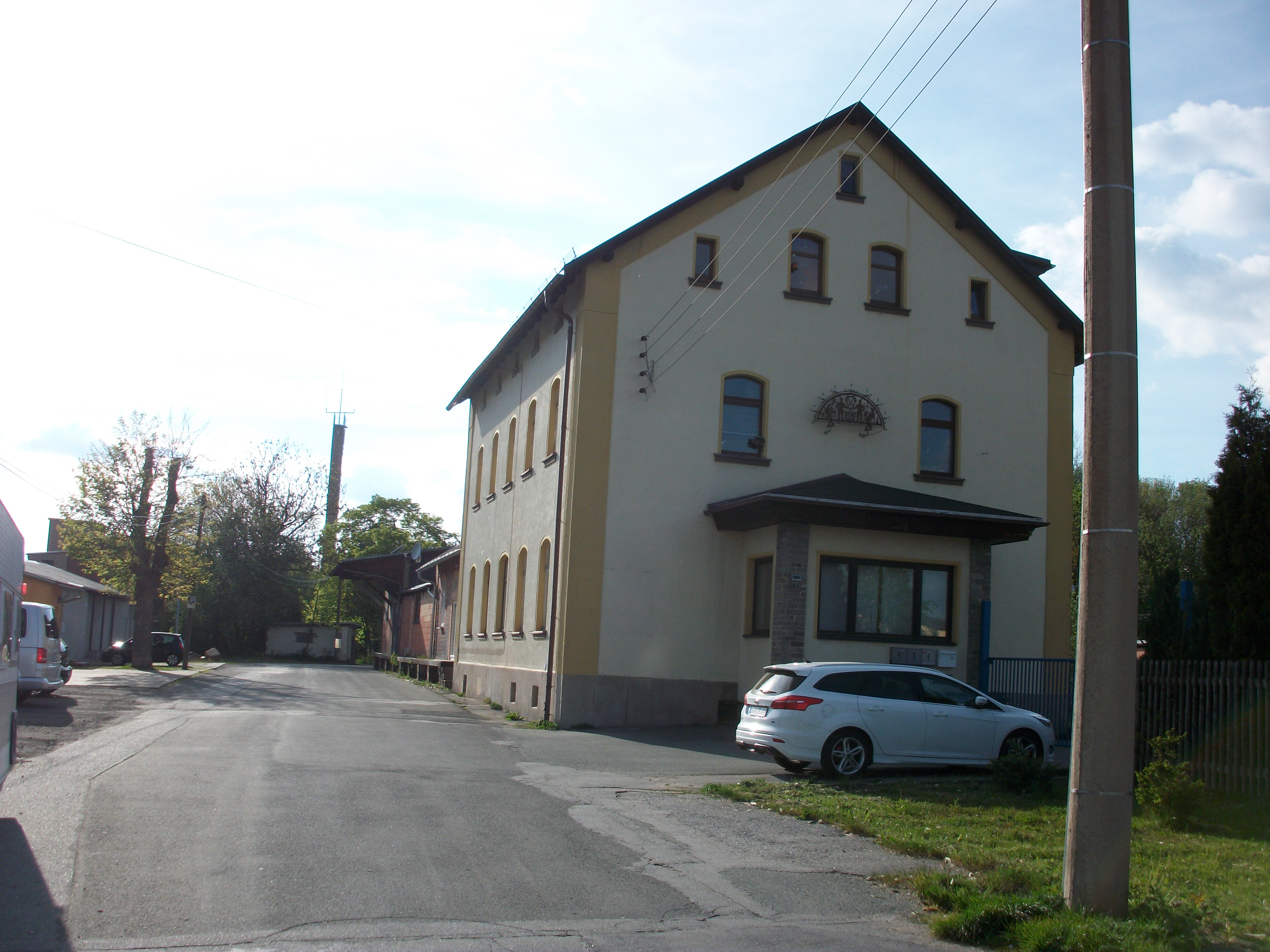
Bahnhof Grünhain, Empfangsgebäude (2016)

Durch Grünhain führen die Staatsstraße 270 Zwönitz–Schwarzenberg und die S 222 Schönbrunn–Zelle. Zwischen 1900 und 1947 hatte der Ort einen Bahnhof an der Bahnstrecke Zwönitz–Scheibenberg. Heute erinnern noch die Bahnhofsgebäude, die Bahnhofstraße und die Fundamentreste zweier Bahnviadukte an diese Zeit.

## Persönlichkeiten
- Pfarrer Johann Gottlieb Uhlmann und dessen Schwiegersohn Amtshauptmann Gustav Adolf Vodel (1877 Ehrenbürger)
- Johann Hermann Schein (1586–1630), Musiker und Liedtexter des Frühbarock
- Ewald Christian Victorin Dietrich (1785–1832), Militärarzt und Schriftsteller
- Karl Oskar Büttner (1875–1956), evangelischer Pfarrer und Publizist
- Rolf Winkler (1930–2001), Bildhauer und Grafiker
- Dagmar Meyer (1931–2021), Mundartautorin